# Чемпионат Европы по подводному ориентированию 1970
4-й чемпионат Европы по подводному ориентированию проводился в испанской Барселоне с 20 по 27 июня 1970 года. В соревнованиях участвовали представители 10 стран.

## Медалисты

### Мужчины
| Дисциплина | Золото              | Серебро                 | Бронза                 |
| ---------- | ------------------- | ----------------------- | ---------------------- |
| M-Курс     | Иманд Компус · СССР | Александр Салмин · СССР | Георгий Лысенко · СССР |
| 5 точек    | Иманд Компус · СССР | Александр Салмин · СССР | Майер · Австрия        |
| Команда    | СССР                | ГДР                     | Италия                 |

### Женщины
| Дисциплина | Золото                    | Серебро                    | Бронза              |
| ---------- | ------------------------- | -------------------------- | ------------------- |
| М-Курс     | Светлана Меншикова · СССР | Тийю Каарет · СССР         | Б. Дуранте · Италия |
| 5 точек    | Тийю Каарет · СССР        | Валентина Чепёлкина · СССР | Шульц · ГДР         |